# Johann Hermann Schein
Johann Hermann Schein (født 20. januar 1586 i Grünhain, død 19. november 1630 Leipzig) var en tidlig tysk barokkomponist
Johann Schein var først og fremmest vokalkomponist og skrev musik til kirkelig brug, men skrev også nogle suiter for instrumentalensemble.